# All-USBL Rookie Team
All-USBL Rookie Team – umowny skład najlepszych debiutanów nieistniejącej amerykańskiej ligi koszykówki – United States Basketball League. Po raz pierwszy zaliczono do niego zawodników w inauguracyjnym sezonie 1985. Najlepsi zawodnicy byli wyłaniani poprzez głosowanie trenerów oraz dziennikarzy. W ostatnim sezonie (2007) nie wybierano składu najlepszych debiutantów. Rok później liga zawiesiła swoją działalność.
All-USBL Rookie Team
1985
- Manute Bol, Rhode Island Gulls
- Andre Goode, Springfield Fame
- John Williams, Rhode Island Gulls
- Michael Adams, Springfield Fame
- Delaney Rudd, Westchester Golden Apples
- Jeff Adkins, Wildwood Aces

1987
- Henry Carr, Jersey Jammers
- Andre Moore, Philadelphia Aces
- Norris Coleman, Tampa Bay Stars
- Muggsy Bogues, Rhode Island Gulls
- Andrew Moten, West Palm Beach Stingrays

1990
- Jessie Sprinner, Jacksonville Hooters
- Tony Judkins, New Haven Skyhawks
- Randy Henry, Jacksonville Hooters
- Phil Gamble, New Haven Skyhawks
- Tony Parris, Palm Beach Stingrays

1992
- Matt Fish, Philadelphia Spirit
- Fred Herzog, Long Island Surf
- Fred Lewis, Jacksonville Hooters
- Mark Brisker, New Haven Skyhawks
- Tony Smith, New Jersey Jammers

1994
- Keith Johnson, Miami Tropics
- Curtis Smith, Miami Tropics
- Randy Carter, Memphis Fire
- Pervires Greene, Connecticut Skyhawks
- Godfrey Thompson, Connecticut Skyhawks

1996
- Mike Lloyd, Atlantic City Seagulls
- Lonnie Harrell, New Hampshire Thunder Loons
- Donzell Rush, Tampa Bay Windjammers
- Atemus McClary, Jacksonville Barracudas
- Greg Anderson, Atlanta Trojans

1998
- Kerry Thompson, Tampa Bay Windjammers
- Derrick Dial, Camden Power
- Damian Owens, Connecticut Skyhawks
- Jermaine Walker, Jacksonville Barracudas
- Tyrone Weeks, Camden Power

2000
- Chudney Gray, Long Island Surf
- Tariq Kirksay, Long Island Surf
- Larry Abney, Pennsylvania ValleyDawgs
- Tyson Patterson, Dodge City Legend
- Steve Smith, Atlantic City Seagulls

2002
- Devin Brown, Kansas Cagerz
- Tobe Carbery, Brooklyn Kings
- Lamont Turner, St. Joseph Express
- Corsley Edwards, Adirondack Wildcats
- Cedric Suitt, Kansas Cagerz

2004
- Tony Bland, Brevard Blue Ducks
- Nate Johnson, Kansas Cagerz
- Anthony Johnson, Florence Flyers
- Uka Agbai, Brooklyn Kings
- Jeff Graves, Kansas Cagerz

2006
- Kareem Lloyd, Brooklyn Kings
- Tim Barns, Oklahoma Storm
- Tristan Smith, Long Island PrimeTime
- Roy Booker, Kansas Cagerz
- Brendan Plavich, Kansas Cagerz

1986
- Marty Embry, Jersey Jammers
- Greg Wendt, Gold Coast Stingrays
- Ben Davis, Staten Island Stallions
- Chip Greenberg, Wildwood Aces
- Dominic Pressley, Springfield Fame

1988
- Darryl Middleton, Long Island Knights
- Marvin Alexander, New Haven Skyhawks
- Sylvester Gray, Miami Tropics
- Ricky Grace, Jersey Shore Bucs
- Avery Johnson, Palm Beach Stingrays

1991
- Ilo Mutombo, Suncoast Sunblasters
- Chris Collier, Atlanta Eagles
- Pete Freeman, Long Island Surf
- Keith Jennings, Jacksonville Hooters
- Greg Sutton, Empire State Stallions

1993
- Mark Bell, Daytona Beach Hooters
- David Cain, Long Island Surf
- Khari Jaxon, Palm Beach Stingrays
- Lamont Middleton, Long Island Surf
- Stan Rose, Atlanta Eagles

1995
- Roger Crawford, Memphis Fire
- Ronnie McMahan, Jackson Jackals
- John Strickland, Long Island Surf
- Marcus Grant, Atlanta Trojans
- Jessie Salters, Florida Sharks

1997
- Jeremy Hyatt, Raleigh Cougars
- Tyrone Hopkins, Raleigh Cougars
- Mikki Moore, Atlanta Trojans
- Chuck Kornegay, Raleigh Cougars
- Gerald Jordan, Philadelphia Power

1999
- Adrian Pledger, New Hampshire Thunder Loons
- Danny Johnson, Connecticut Skyhawks
- Billy Thomas, Kansas Cagerz
- Tom Wideman, Pennsylvania ValleyDawgs
- LeRon Williams, Gulf Coast SunDogs

2001
- Chris Bacon, Atlantic City Seagulls
- Joe Adkins, Oklahoma Storm
- Jody Lumpkin, Pennsylvania ValleyDawgs
- Reggie Jessie, Brooklyn Kings
- Gregory Springfield, Brooklyn Kings
- George Evans, Maryland Mustangs

2003
- David Graves, Dodge City Legend
- Lenny Cooke, Brooklyn Kings
- Bingo Merriex, Texas Rim Rockers
- Anthony Glover, Brooklyn Kings
- Ousmane Cissé, Brevard Blue Ducks

2005
- Badou Gaye, Westchester Wildfire
- John Allen, New Jersey Flyers
- Cedrick Banks, Nebraska Cranes
- Tory Cavalieri, Brooklyn Kings
- Brad Oleson, Dodge City Legend